# Myšlení
Myšlení znamená v širším slova smyslu souhrn všech vědomých mentálních (psychických) činností, v užším slova smyslu jejich nejsložitější a patrně jen člověku vlastní část, která je schopna abstrakce a reflexe.
Myšlení od jednotlivých vjemů a zkušeností postupuje k obecným pojmům a jejich prostřednictvím k praktickému i teoretickému zvládání světa. Navazuje tak na smyslové vnímání, využívá paměti a tvořivosti, se svými obsahy však zachází soustavným a více méně pravidelným způsobem. Tento specifický způsob spojování, rozlišování, porovnávání a souzení podstatně souvisí s řečí, která je jeho prostředkem a zároveň určujícím prostředím.

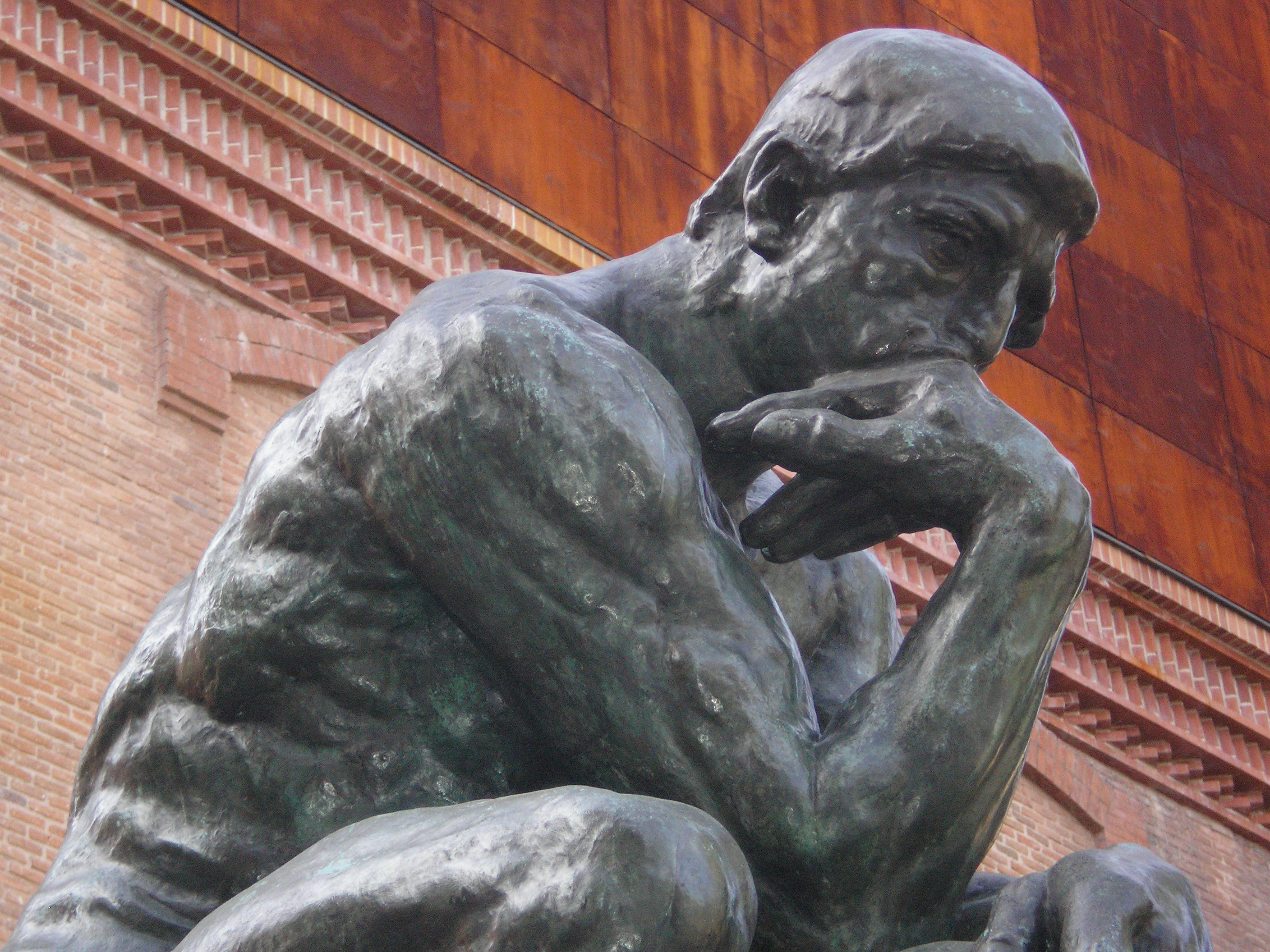
A. Rodin: Myslitel (Detail)

## Svědectví jazyka
O významu i bohatosti myšlení svědčí množství odvozených slov, která naznačují šíři a rozmanitost myšlení: člověk může přemýšlet, rozmýšlet, vymýšlet, zamýšlet, domýšlet, smýšlet, přemítat. Myšlení může znamenat pouhé domnívání („myslel jsem, že...“), vyvolávat vzpomínky a intence („myslet na někoho“ nebo „na něco“) nebo ambice („myslet si na něco“), může rozvrhovat možnosti a připravovat jednání („rozmýšlet si“) a může hledat něco, co dosud nikdo neviděl („vymýšlet“).
Vztah jazyka a myšlení je předmětem mnoha zkoumání a sám o sobě má řadu vrstev. Už smyslové vnímání potřebuje rozpoznávat jednotlivé předměty a jevy z obrazů na sítnici a ostatních smyslových vjemů, vnímat „něco jakožto něco“, čili třídit a výsledky fixovat do pojmů a slov. Jazyk umožňuje běžnou zkušenost, například letícího ptáka, rozložit na předmět (pták) a děj (letí) a těm pak připisovat další vlastnosti (černý, rychlý atd.). Tyto složky v podobě slov pak umožňuje řadit za sebou do vět podle určitých pravidel, zároveň však k tomu člověka nutí: nemáme jiný způsob vyjadřování a sdělování, na nějž by mohlo navázat vlastní myšlení. I obraz musíme nejprve rozebrat. K logickému uvažování ale není řeč nutná.

## Funkce myšlení
Myšlení vyžaduje čas, jistý odstup od bezprostřední situace, soustavnost a představu cíle; kdo je nemá, jedná „bezmyšlenkovitě“. Odstup, zkušenost a zobecnění představují tu nejsilnější stránku člověka, na níž spočívá jeho celková úspěšnost ve srovnání s jinými živočichy.
Jednodušší formy myšlení lze chápat jako prostředek k řešení problémů nebo dosahování cílů. Člověk nejprve formuluje problém nebo cíl, čímž si ho zpřesní a představí tak, že může začít hledat postupy jednání a řešení. Na to bezprostředně navazuje souzení a hodnocení, které posuzuje a porovnává dosažený stav s cílovým, zkušenost s představou. Tak postupuje také empirická věda, která formuluje hypotézu, konstruuje příslušný experiment a nakonec hodnotí jeho výsledek jako potvrzení nebo vyvrácení hypotézy. Na základě zkušenosti – vnímané, pamatované nebo naučené – může myšlení také odhadovat a plánovat, redukovat nejistotu budoucího rozborem možností nebo příležitostí. Podstatnou funkcí myšlení je také spojování, hledání podobností a souvislostí, případně myšlenkové modelování, experimentování a konstruování. Konečně může myšlení také „popustit uzdu“ představivosti a vytvářet či konstruovat nové, neznámé představy a pojmy, které se prostřednictvím řeči mohou stávat skutečnostmi.
Zvláštní možností myšlení je reflexe či sebereflexe, kde se myšlení samo stává svým předmětem. O tuto možnost opřel Descartes svoji novou filosofii sebejistoty poznávajícího, na niž navazuje moderní filosofie subjektu. Reflexe je také bohatým a bezprostředním zdrojem poznání sebe sama, případně i člověka vůbec, a úzce souvisí s fenoménem svědomí. Jen myslící a reflektující bytost může být subjektem, svobodnou a odpovědnou osobou a ovšem i nositelem práv a povinností.

## Pravidla myšlení
Blízkou podobnost mezi pravidly jazyka a myšlení objevil Aristotelés a na jejím základě vytvořil svou teorii kategorií. Postup, jímž myšlení z jednotlivých zkušeností může odvozovat platné soudy (sylogismus), je základem jeho logiky. V souvislosti s úvahami o různosti jazyků vzniká v 17. století nová představa jazykově nezávislé logiky (logika z Port-Royal, Leibniz), na niž pak navázala logika formální a matematická. Souvislost mezi jazykem a myšlením pak znovu objevila moderní filosofie jazyka (Frege, Peirce, Wittgenstein), kdežto souvislosti jazyka s myšlením a rozuměním zkoumal například Martin Heidegger nebo Hans-Georg Gadamer. Výzkumy ale ukazují, že i nemluvňata mohou pracovat s abstraktními vztahy, jako je shodnost předmětů.

## Druhy myšlení
Myšlení se vždycky pohybuje mezi dvěma krajnostmi praktického a teoretického: na jedné straně není samo ještě jednáním, na druhé straně k nějakému jednání obvykle směřuje a připravuje je. Podobně lze rozlišovat myšlení (více či méně) abstraktní či obecné a konkrétní, směřující k jednotlivému. Myšlení analytické čili rozebírající a syntetické, skládající a spojující. Myšlení kritické, chladné a nedůvěřivé, nebo sympatické, něčemu nakloněné.

## Styly myšlení
Podle názoru americké psycholožky H. Durkinové existují alespoň dva různé způsoby řešení problému. Prastarý způsob pokus a omyl je možný i při myšlení - bezcílné hledání spojené s pocitem zmatku. Zmatek přestává, když bezprostředně a náhodně dosáhneme cíle.
Při opačném přístupu probíhá řešení problému jeho postupnou analýzou. Od začátku známe cíl a sledujeme ho. Zmatek pomalu ustupuje s každým dosaženým krokem přibližujícím nás k cíli. Metodické myšlení - podle promyšlené strategie - zdánlivě vzniká jako počítačový program prostřednictvím vylučování variant, které nevedou k cíli.

## Vlastnosti myšlení
U myšlení lze rozlišovat několik vlastností:
- Sbíhavost (konvergence) - schopnost držet se určitého tématu a jít po linii logických souvislostí.
- Rozbíhavost (divergence) - nazývané také umělecké, tvořivé myšlení vyznačující se velkou šířkou záběru.
- Šířka (rozhled) - jakou šíři poznatků a problémů jsme schopni v myšlení zahrnout či řešit.
- Hloubka - nakolik jsme s to proniknout do detailu problému (např. pomocí analýzy).
- Přesnost (spolehlivost) - nakolik jsou naše myšlenky logicky a prakticky správné.
- Samostatnost - schopnost řešení problémů může být více či méně podmíněna pomocí dalších.
- Pružnost (flexibilita) - schopnost odpoutat se od zažitých stylů myšlení a najít ten, který je pro daný problém nejefektivnější (např. překonání funkční fixace).
- Kritičnost - schopnost podrobit kritické analýze jednotlivé poznatky, ale i postupy řešení problému.

## Fyziologie myšlení
Lidský mozek je značně diferencován na jednotlivé oblasti, které se věnují určité činnosti. Samotné mozkové hemisféry se věnují odlišnému způsobu myšlení. U pravorukých osob, levá hemisféra obstarává abstraktně pojmové myšlení, matematické myšlení a nachází se zde centrum řeči. Pravá hemisféra obstarává vnímání prostoru a to jak vlastního těla, tak svého okolí, komplexnější zpracování vizuálních dojmů a vnímání hudby. Jelikož se při myšlení uplatňují všechny poznávací procesy, je i využití jednotlivých oblastí mozku komplexní.

## Poruchy myšlení
Dynamické poruchy myšlení
Zpomalené myšlení:
- vyskytuje se při demenci, únavě, vyčerpání apod.
- řeč je pomalá, obsahově chudá
- nemocný se v řeči zastavuje, dál ho nic nenapadá

Zrychlené myšlení:
- řeč je překotná, nemocný myšlenku nedokončuje, věty jsou nesouvislé

Myšlenkový náraz:
- nemocný se v řeči zastaví i uprostřed slova a není schopen dále pokračovat